# Levan Gelbakhiani
Levan Gelbakhiani, georgiska: ლევან გელბახიანი, född 30 december 1997 i Tjiatura, Georgien, är en georgisk skådespelare och dansare. Han spelade huvudrollen i filmen And Then We Danced (2019), vilket bidrog till Gelbakhianis internationella erkännande. Gelbakhiani tilldelades bland annat en guldbagge för bästa manliga huvudroll, och har vunnit flera andra priser för rollen. Han har även jämförts med bland annat Timothée Chalamet, som spelade huvudrollen i Call Me by Your Name (2017).

## Biografi
Gelbakhiani föddes 1997 i Tjiatura. Han började tidigt med dans, framförallt klassisk balett, samtida dans och akrobatik. Han har ingen formell utbildning i skådespeleri, och antogs inte till dramahögskolan i Tbilisi när han sökte. Innan han debuterade med filmen And Then We Danced arbetade han på en teater i Georgiens huvudstad Tbilisi.

## Karriär
Gelbakhiani debuterade som skådespelare 2019, med den svensk-georgisk-franska långfilmen And Then We Danced. Regissören Levan Akin upptäckte Gelbakhiani via instagram, då han i samband med efterforskningar inför filmen letade efter unga dansare i Georgien som han kunde intervjua. Utifrån Gelbakhianis instagramprofil tyckte Akin att han verkade optimal för rollen, varpå han kontaktade Gelbakhiani. Gelbakhiani tackade först nej flera gånger, innan han övertygades av vänner och familj om att acceptera rollen. Därefter specialanpassade Akin rollen, för att passa Gelbakhianis personlighet och uttryckssätt.
I filmen spelar Gelbakhiani huvudrollen Merab, en ung dansare som blir kär i en annan av de manliga dansarna. Anledningen till att han tvekade till att ta rollen var filmens HBTQ-tema, som gjorde att den blev mycket kontroversiell i Georgien, som är ett av världens mest homofobiska länder.
Filmen blev Sveriges bidrag till filmfestivalen i Cannes, och utsågs till Sveriges bidrag till Oscar för bästa internationella långfilm inför Oscarsgalan 2020. I början av 2020 tilldelades Gelbakhiani även en guldbagge för bästa manliga huvudroll. Vid filmfestivalen i Berlin 2020 utsågs han även till en av Europas Shooting Stars, en utmärkelse som går till en ung skådespelare i Europa som spås en lysande karriär. För huvudrollen i filmen vann Gelbakhiani även pris som bästa skådespelare vid filmfestivalerna i Odessa, Minsk, Sarajevo och Valladolid. Filmen nominerades även till en European Film Awards. Gelbakhiani har för sin insats i rollen jämförts med bland annat med den amerikanske skådespelaren Timothée Chalamet, som spelade huvudrollen i Call Me by Your Name.
Efter And Then We Danced har Gelbakhiani fått erbjudanden för flera andra europeiska filmer. Själv har han nämnt Lars von Trier och Wes Anderson som exempel på regissörer han gärna skulle arbeta med.